# こだま学
こだま学（こだま まなぶ 1961年9月 - ）は、日本の漫画家。主に芳文社やリイド社で4コマ漫画を執筆している。代表作は『ナオミだもん』など。

## 概要
90年代から2000年代前半にかけて芳文社発行の4コマ誌まんがタイムやその兄弟誌で活躍し、代表作「ナオミだもん」はまんがタイムコレクションや増刊として数多く発行された。
現在はコミック乱TWINSで「大奥でございます。」が不定期連載中。
作風は、女性を主人公とした物が多く、恋愛や日常をギャグを交えて描く事を得意とする。

## 作品リスト

### 単行本作品
- ナオミだもん（1989年10月号 - 2005年10月号、まんがタイム、まんがタイムファミリー、まんがタイムオリジナル、まんがタイムジャンボ、まんがホーム、まんがタイムラブリー、芳文社、全16巻）※単行本収録は1998年6月号まで
- ひとえちゃん恋日記（1993年4月号 - 1993年8月号、まんがタイムラブリー、芳文社、全3巻）※連載時のタイトルは「ぽよよんOL わたしひとえで〜す」
- Mrs.ダイヤ200%（1994年？ - 1999年5月号、まんがタイムラブリー、まんがタイムオリジナル、まんがホーム、芳文社、全2巻）
- キャッチ・ミー（1993年10月号 - 1994年5月号、まんがホーム、まんがタイムスペシャル、芳文社、全1巻）
- キャッチ・ミーⅡ(セカンド)（1999年1月号 - 2002年9月号、まんがタイムラブリー、芳文社、全1巻）※単行本収録は1999年11月号まで
- えきすとら以蔵（2001年6月号 - 2011年2月号、まんがホーム、まんがタイムオリジナル、芳文社、全1巻）※単行本収録は2003年6月号まで

### Web出版作品
- ナオミだもん After16（2011年1月、全3巻）※単行本化されていなかった「ナオミだもん」の1998年6月号以降の連載分を作品化
- まりもちゃんまっしぐら！（2016年2月、全1巻）
- キャッチ・ミーⅡ 完全版（2016年6月、全2巻）※単行本「キャッチ・ミーⅡ」の内容に、単行本化されていなかったの1999年11月号以降の連載分を追加して作品化
- さり気なガール（2016年6月、全1巻）
- かぐや彦と呼ばないで（2016年6月、全1巻）※単行本「キャッチ・ミーⅡ」収録と同内容
- まつりな気分です！（2016年7月、全1巻）

### 未単行本作品
- たまには眠らせて（ギャグまん1991年6月号増刊「パワフルヒップ」、芳文社）※単行本「キャッチ・ミー」に収録
- あいかわらずのボクら（まんがスポーツ1992年2月号増刊「まんがスキーランド」、芳文社）※単行本「キャッチ・ミー」に収録
- お姫様はFine（1992年10月号 - 1993年11月号、まんがタイムオリジナル、芳文社）※単行本「キャッチ・ミー」に収録
- あっちゃんとお姉ちゃん（1993年10月号 - 1994年8月号、まんがタイムラブリー、芳文社）※単行本「キャッチ・ミー」に収録
- コトコト♡コットン（1996年6月号 - 1997年6月号、まんがタイムジャンボ、芳文社）※単行本「キャッチ・ミーⅡ」に収録
- かぐや彦と呼ばないで（1997年8月号 - 1998年7月号、まんがタイムジャンボ、芳文社）※単行本「キャッチ・ミーⅡ」に収録
- お茶の子彩々（1997年？）※2006年6月 - 2006年8月にブログにて公開[1]
- お母さんも一緒（1997年？）※2006年3月 - 2007年12月にブログにて公開[2]
- ホリデぇ君（1998年9月号 - 1999年12月号、まんがタイム、芳文社）※2006年7月 - 2007年2月にブログにて公開[3]
- 純白より綺麗（1999年？）
- 紅子プラスワン（2000年x月号 - 2002年x月号、まんがタイムジャンボ、芳文社）
- ザクロちゃん（2006年3月 - 2011年9月、ブログ掲載）※一部は2000年～2001年にDoCoMoの携帯コンテンツ配信されていた[4][5]
- アヤならOK（2000年1月号 - 2002年3月号、まんがタイム、芳文社）
- テディでダディ（2006年3月 - 2006年7月、ブログ掲載）[6]
- ドードー（2006年3月 - 2009年5月、ブログ掲載）[7]
- ドードーと約束（2006年3月、ブログ掲載）[8]
- 大奥でございます。（2006年9月号 - 、コミック乱TWINS、リイド社）※不定期連載中